# Вашингтон, Мэри Болл
Мэри Болл Вашингтон (англ. Mary Ball Washington, 30 ноября 1708, Ланкастер, Виргиния — 26 августа 1789, Фредериксберг, Виргиния) — вторая жена плантатора Огастина Вашингтона, мать Джорджа Вашингтона, первого президента Соединенных Штатов Америки.

## Детство и юность
Мэри Болл родилась 30 ноября 1708 года в Виргинии, в семье английского священника и подполковника Джозефа Болла (1649—1711) и Мэри Монтегю (1672—1721). Её дедом по отцовской линии был Уильям Болл (1615—1680), он уехал из Англии в Виргинию в 1650-х годах. Его жена Ханна Атерольд прибыла позже вместе со своими четырьмя детьми, включая отца Марии Джозефа.
Её отец родился в Англии, переехал в Америку и поселился на берегу реки Потомак, где женился и вырастил нескольких детей. Ему было 58 лет, когда умерла его жена, и он, в нарушение всех принятых норм, повторно женился на женщине по имени Мэри Джонсон. В этом браке родилась единственная дочь, Мэри, а в 1711 году её отец умер, оставив ей в наследство 400 акров земли, 15 голов скота и трёх рабов. Мать Мэри повторно вышла замуж, но вскоре умерла, и Мэри стала сиротой в возрасте 12-ти лет. Её взял на воспитание друг семьи, Джордж Эскридж, который так хорошо к ней относился, что она дала его имя своему первому сыну. Вероятно, именно Эскридж познакомил её с Огастином Вашингтоном.
Жёсткая, неуступчивая женщина, Мэри Болл уделяла мало внимания социальной жизни. Она никогда не поддавалась чужому влиянию, а всегда следовала собственным принципам (черта, унаследованная Джорджем Вашингтоном). Вероятно, трудное детство и ранняя смерть родителей были причиной множества психологических травм и комплексов, и сформировали беспокойную личность. Она была самоуверенна, дисциплинирована, немногословна и прямолинейна в высказываниях. Возможно, она имела привычку курить трубку. Она не проявляла интереса к внешнему миру, концентрируя внимание на своей ферме. Так как её мать была неграмотна, то и Мэри, вероятно, не получила хорошего образования. Её немногочисленные письма полны грамматических и пунктуационных ошибок.

## Семейная жизнь
В начале 1657 года прадед Джорджа Вашингтона, Джон Вашингтон прибыл в Америку за табаком и остался там навсегда. В 1659 году у Джона родился сын Лоуренс Вашингтон, а у Лоуренса — Огастин, который 6 марта 1731 году женился на Мэри Болл. Мэри была богата по меркам того времени и принесла в брак не менее 1000 акров наследственного имущества. У пары было шестеро детей:
- Джордж Вашингтон (1732—1799), первый президент Соединенных Штатов, который женился на Марте Дэндридж
- Бетти Вашингтон (1733—1797), которая вышла замуж за Филдинга Льюиса[англ.]
- Сэмюэл Вашингтон[англ.] (1734—1781), который женился пять раз
- Джон Огастин Вашингтон (1736—1787), который женился на Ханне Бушрод
- Чарльз Вашингтон (1738—1799), который женился на Милдред Торнтон
- Милдред Вашингтон (1739—1740), умершая в детстве.

Весной 1743 года Огастин опасно заболел, а 12 апреля того же года он умер. Джорджу в это время было 11 лет. Мэри осталась вдовой в возрасте 35-ти лет, и не стала повторно выходить замуж. Теперь ей надо было вести хозяйство на Ферри-Фарм, воспитывать пять детей в возрасте от 6 до 11 лет и контролировать работу десятка рабов. У неё проявились способности решительного и строгого командира, и историк Рон Чернов писал, что существует искушение утверждать, что Мэри Болл была первым настоящим генералом в жизни Джорджа Вашингтона.
Отношения Мэри с её сыном Джорджем были холодными и почти напряжёнными. Мэри была чрезмерно критична, а Джордж всегда был чувствителен к критике. Общаясь с матерью, ему приходилось учиться самоконтролю, сдержанности и хладнокровию. Он рос глубоко эмоциональным человеком, вынужденным постоянно прибегать к самоконтролю. Общение с матерью иногда приводило его в бешенство, но он учился молча переживать это состояние. Вероятно, именно эта постоянная борьба со своими эмоциями в итоге сформировали самую заметную черту характера Джорджа Вашингтона: способность стоически переносить критические ситуации.
В отношении к матери Джордж был почтительным, но едва ли любящим сыном. В письмах он обращался к ней как Honored Madam, а заканчивал их отстранённой формальностью: Your most Dutiful and Obedient Son, George Washington.

## Память
В 1833 году был воздвигнут и торжественно открыт президентом Эндрю Джексоном памятник Мэри Болл Вашингтон. Он оставался незавершённым до тех пор, пока женская организация «Дочери американской революции», созданная в конце XIX века, не собрала деньги на памятник. Национальная ассоциация мемориала Мэри Вашингтон использовала светские мероприятия и балы для сбора средств на строительство. Новый мемориал был торжественно открыт президентом Гровером Кливлендом в 1894 году рядом с местом её возможного захоронения.